# Ramon Sala i Camps
Ramon Sala i Camps (Vic, Osona, 1934 – 1997) fou un teòleg. Després dels estudis al Seminari de Vic es llicencià en teologia a la Universitat Gregoriana de Roma (1956). Ja ordenat sacerdot (1957) i havent estat vicari d'Aiguafreda (1958-1959) seguí els cursos de doctorat a la Universitat de Múnic (1959-1962), mentre feia de capellà a Wald. De retorn a Vic va ser vicari de Santa Maria d'Igualada (1962-1965). Durant el curs 1964-1965 exercí de prefecte del Col·legi Sant Miquel dels Sants. En 1965 entrà de professors al Seminari de Vic: hi ensenyà teologia moral (De virtutibus,  1967-1968) i història de la salvació (1967-1968). Amb el trasllat dels seminaristes a Barcelona s'integra a la Facultat de Teologia de Catalunya (1968), on impartí cristologia, sagraments de reconciliació i unció dels malalts. Va ser president i fundador de l'Associació d'Afàsics de Catalunya i, durant molts anys, director de l'Escola de Teologia de Vic. Va ser un personatge prou conegut dins l'àmbit cultural i eclesial de Catalunya, ja que en la serva trajectòria diguem'-ne acadèmica es comptabilitzen innombrables activitats de caràcter docent, amb les quals es va guanyar una bona fama de mestre agut i perspicaç. 